# Nanohalarchaea
Classe
Classification phylogénétique
- Classe : Nanohaloarchaea
  - Ordre : Incertae sedis
    - Famille : Incertae sedis
      - Genre : Ca. Haloredivivus
      - Genre : Ca. Nanosalina
      - Genre : Ca. Nanosalinarum

Les Nanohaloarchaea sont une classe d'archées du super-embranchement (superphylum) des DPANN. Elle a été proposée à la suite du séquençage de génomes d'archées halophiles, très différents de ceux des Halobacteria, provenant du lac Tyrell (en), un lac salé de la région dite « The Mallee » au nord-ouest de l'État du Victoria, en Australie. Des archées de cette classe ont été par la suite observées dans des eaux hypersalines situées ailleurs qu'en Australie,, et dans les eaux hyperacides et hypersalines du site hydrothermal du « Dallol » en Éthiopie.